# Fantasmi alla riscossa
Fantasmi alla riscossa (When Good Ghouls Go Bad) è un film per la televisione del 2001 diretto da Patrick Read Johnson.
È un film commedia a sfondo fantastico statunitense con Joe Pichler, Christopher Lloyd, e Tom Amandes. La storia è ambientata nella città fittizia di Walker Falls, nel Minnesota, durante il periodo di Halloween.

## Produzione
Il film, diretto da Patrick Read Johnson su una sceneggiatura di Patrick Read Johnson e John Lau con il soggetto di R.L. Stine, fu prodotto da Steven R. McGlothen per la Fox Television Network e girato a Sydney in Australia.

## Distribuzione
Il film fu trasmesso negli Stati Uniti il 21 ottobre del 2001 con il titolo When Good Ghouls Go Bad sulla rete televisiva Fox Family Channel. È stato poi distribuito negli Stati Uniti due mesi dopo in DVD dalla 20th Century Fox Home Entertainment.
Altre distribuzioni:
- in Finlandia il 1º aprile 2007 (De onda andarnas återvändo e Pahojen henkien paluu)
- in Australia il 27 giugno 2007
- in Svezia il 18 gennaio 2008 (Min farfar är ett spöke!)
- in Canada (Halloween d'enfer)
- in Brasile (A Maldição do Halloween)
- in Argentina (Fantasmas buenos, fantasmas malos)
- in Germania (Keine Angst vor Halloween)
- in Ungheria (Soha többé halloweent!)
- in Italia (Fantasmi alla riscossa)

## Promozione
La tagline è: "After 20 years, the people of Walker Falls are celebrating Halloween again. The ghouls can't wait.".